# Chris Loder

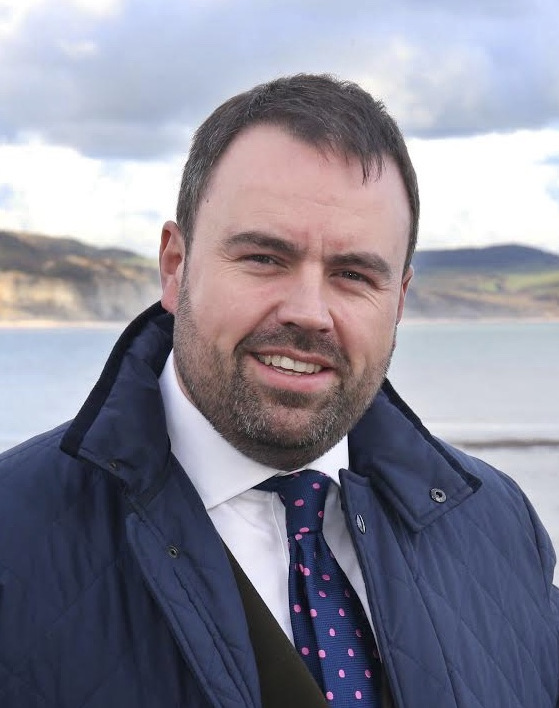
Chris Loder

Christopher Lionel John Loder (Sherborne, el 5 de septiembre de 1981)es un político británico que actualmente ejerce el cargo de Miembro del Parlamento (MP) por West Dorset desde las elecciones generales de 2019. Afiliado con el Partido Conservador, sucedió Oliver Letwin, quien fue elegido como Conservador en 1997 pero se convirtió en miembro independiente tras perder la afiliación al partido en septiembre de 2019 y no se presentó para la reelección. Se puede considerar la circunscripción de West Dorset una circunscripción segura por únicamente haber elegido miembros Conservadores.